# Madrid Open 2000 - Doppio
Il doppio del torneo di tennis Madrid Open 2000, facente parte del WTA Tour 2000, ha avuto come vincitrici Lisa Raymond e Rennae Stubbs che hanno battuto in finale Gala León García e María Antonia Sánchez Lorenzo con il punteggio di 6–1, 6–3.

## Teste di serie
1. Lisa Raymond /  Rennae Stubbs (campionesse)
2. Katarina Srebotnik /  Ai Sugiyama (semifinali)

1. Assente
2. Åsa Svensson /  Kimberly Po (semifinali)

## Tabellone

### Legenda
| - Q = Qualificato - WC = Wild card - LL = Lucky loser | - ALT = Alternate - SE = Special Exempt - PR = Protected Ranking | - w/o = Walkover - r = Ritirato - d = Squalificato |